# Антоніна Немирич
Антоніна Немирич (1702 — 1780) — польськомовна поетеса і перекладачка часів Речі Посполитої. Підписувалася псевдонимом A.Z.I.N.L.O. (Антоніна з Єловицьких Немиричова литовська обозна). 

## Життєпис
Походили зі спольщеного українського шляхетського роду Єловицьких власного гербу. Донька Йосифа (Юзефа) Єловицького, ловчого волинського, та Констанції Зожевської. Народилася 1702 року. 1704 року отримала чималий спадок від бабусі за материнською лінією. Навчалася в бернардинському монастирі у Львові під опікою свого стрийка Єроніма-Матвія Єловицького, львівського каноніка. Добре вивчила французьку, італійську та німецьку мову і літературу, вміла складати вірші й пісні, грати на музичних інструментах, малювати.
1719 року одружилася з Каролем Юзефом, сином покійного поланецького каштеляна Владислава. В шлюбі народила дітей:
- Фридерік (д/н—1758), чернець
- Бонавентура (1720—бл. 1760), новоселецький староста, овруцький підкоморій. Його сином був Генріх, останній представник старшої лінії Черняхівської гілки.

1724 року за угодою виплатила братові Францішеку 30 тис. польських злотих.
Після смерті чоловіка у 1755 році постійно змінює мешкання, перебуваючи протягом року в своїх маєтностях, у Львові та Варшаві. 
Померла 1780 року у Львові.

## Діяльність
Разом з чоловіком брала активну участь у політичних подіях, збиранні великої бібліотеки в Черняхові.
1744 року з чоловіком зробила фундуш в 30 тис. злотих для Львівського кафедрального собору. У 1753 році вони звели і облаштували церкву в Деражні на Волині. 
З 1730-х стала професійно займатися творчістю. 
Антоніна Немирич листувалася з поетесою Урсулою-Францискою Радзивілл.

## Творчість
Спочатку складала переважно ліричні вірші у стилі бароко, згодом рококо, в низці творів прослідковувється легка придворна еротика. Поезії вирізняються стилістичною вишуканістю, гарною польською.
Є авторкою творів «Коротке зібрання зі світу різних кон'єктур…» («Krótkie ze świata zebranie koniektur, odmienne alternaty przez pieśni świeckie wyrażające, samej prawdzie nieskazitelnej Bogu przez krótkie aprobaty przyznawające, od jednej polskiej damy», Львів 1743 рік), де поєднуються духовні й світські мотиви (унікальна копія цієї книги була знайдена у Львові); «Поради приятельці…» (Rady dane przyjaciółce…, Львів, 1750). У 1753 році видала збірку віршів, де поєднала релігійну й любовну тематику, стилі бароко і рококо.
Переклала польською псевдоісторичний французький роман «Le beau Polonois» 1681 року під назвою «Рікісний фенікс у світі».